# 仮設 (数学)
物理学および数学における仮設（かせつ、独: Ansatz, ドイツ語: [ˈʔanzats]）とは、ある命題を導き出す推論の出発点におかれる前提条件を指し、経験則に基づく推測で、のちに結果により裏付けされたものである。仮定と訳されることもあるが、日本語の文献を含め英語の文献でもドイツ語を借用し "ansatz" ([ˈænsæts]) と書かれる場合が多い。

## 使用法
仮設は、数学や物理学上の問題を解くために、方程式や定理あるいは値の初期値として設定され、境界条件として考慮される。仮設が設定された後は、方程式は関数の一般形として解かれる。

## 例
実験によって得られたデータの集合が直線についてのクラスタ解析として期待される時、線型的な仮設としてパラメータの線にフィットする直線が最小二乗法によって得られる。変分法による近似は仮設を用いている。
また、線型代数の初等的な目的のために同時に連立される、質量とエネルギーおよびエントロピーに関するバランス方程式は、熱力学の問題における最も基本的な仮設である。
仮設のもう一つの例として、指数関数の形をした斉次の線型微分方程式や差分方程式の解が挙げられる。より一般的には、系における方程式の特定の解やそれを方程式に代入して検証したものも仮設と考えられる。